# Acalypha polymorpha
Acalypha polymorpha é uma espécie de flor do gênero Acalypha, pertencente à família Euphorbiaceae.